# Beauty Water

Beauty Water (기기괴괴 성형수, Gigigoegoe seonghyeongsu) est un film d'animation sud-coréen sorti en Corée du Sud en 2020 et réalisé par Cho Kyung-hun.

## Synopsis
Yaeji, jeune maquilleuse obèse, s'occupe de comédiens de renom. Elle découvre sur Internet le produit de beauté "Beauty Water" qui lui permettrait de supprimer son surpoids et de remodeler son corps à son envie. Après un premier achat, Yaeji entre dans une spirale paranoïaque autodestructrice. 

## Fiche technique
- Réalisation : Cho Kyung-hun
- Musique :  Hong Dae-Sung
- Producteur : Jeon Byung-jin
- Société de production : Ningxia Film Group
- Pays de production : Corée du Sud
- Durée : 86 minutes
- Genre : Animation, horreur
- Sortie :
  - Corée du Sud : 9 septembre 2020
  - France : 27 janvier 2022

## Distribution des voix
- Moon Nam-sook : Yaeji